# Nova Fátima (Paraná)
Nova Fátima is een gemeente in de Braziliaanse deelstaat Paraná. De gemeente telt 8.259 inwoners (schatting 2009).

## Aangrenzende gemeenten
De gemeente grenst aan Congonhinhas, Cornélio Procópio, Nova América da Colina, Ribeirão do Pinhal, Santo Antônio do Paraíso en São Sebastião da Amoreira.